# Final Fantasy X-2
Final Fantasy X-2 (ファイナルファンタジーX-2, Fainaru Fantajī Ten Tsū) é um jogo eletrônico de RPG desenvolvido e publicado pela Square Enix exclusivamente para o PlayStation 2. Ele faz parte da série Final Fantasy e é uma sequência de Final Fantasy X, sendo o primeiro jogo sequência direta de outro na história da franquia. X-2 segue a história de Yuna enquanto ela tenta resolver os conflitos políticos do mundo ficcional de Spira antes que tudo leve a uma guerra.
O jogo estabeleceu vários precedentes para a franquia além da primeira sequência direta. Ele foi o primeiro título da série com apenas três personagens jogáveis, um elenco todo feminino e acesso desde o início a praticamente todas as localidades do mundo de jogo. Além disso, ele possui uma variação do tradicional sistema de classes e é um dos poucos títulos Final Fantasy a ter múltiplos finais. Também foi o primeiro jogo da série a não ter nenhuma contribuição musical do compositor Nobuo Uematsu.
O jogo foi recebido positivamente de forma geral pela crítica, que elogiou sua jogabilidade e a história, porém as mudanças estilísticas e o tom mais leve da narrativa em relação ao seu predecessor receberam comentários mais críticos. X-2 mesmo assim foi um sucesso comercial, alcançando mais de quatro milhões de cópias vendidas mundialmente. Uma remasterização em alta definição foi lançada em 2014 para PlayStation 3 e PlayStation Vita, e para PlayStation 4 em 2015.

## História
Dois anos depois dos eventos de Final Fantasy X, o mundo de Spira é outro, já que Sin não é mais uma ameaça, deixando o povo mais alegre e despreocupado. A Fayth que mantinha lugares como Macalania Woods existindo ja está se dissipando. Mudança que pode ser vista em Yuna, já que os Aeons não existem mais. Yuna viaja pelo mundo como uma Sphere Hunter junto com suas duas e somente duas parceiras, a já conhecida Rikku e a novata Paine.
A aventura começa quando Kimahri encontra uma Sphere que mostra um rapaz semelhante a Tidus preso em algum lugar.A jornada começa com Yuna querendo descobrir quem seria aquela pessoa, com isso a aventura do nosso trio de garotas começa.
Yuna, Rikku e Paine, junto com alguns outros personagens como Brother(irmão de Rikku, e piloto da nave), Shinra e Buddy, formam um grupo chamado Gullwings, Sphere Hunters, grupos que tem se multiplicado por Spira, essas esferas podem também ser Dresspheres, esferas que dão ao usuário novas roupas e habilidades, variando desde magos e guerreiros até alquimistas e treinadores.
Spira dessa vez está dividida em dois grupos: Youth League, formada pelo restante dos cruzaders, liderados por Nooj e a New Yevon, formada pelos seguidores de Yevon, liderados por Trema, que querem restabelecer parte dos seus ensinamentos. Você em certo momento terá que decidir qual lado seguir, embora isso não seja tão definitivo.
Tudo isso se mistura com uma historia de 1000 anos que dará final a historia de Yuna, Tidus e Spira.

### Dresspheres

Uma batalha em FFX-2.

No game, a missão principal é capturar Dresspheres que trazem ao usuário uma profissão que muda conforme a Dressphere trazendo novos poderes e habilidades para o usuário, incluindo as Dresspheres Especiais específicas para cada personagem. Apenas poderá ver o final secreto quem capturar todas elas.

## Sequências
Final Fantasy X-2 foi lançado depois com um "bônus" que se chamava Final Fantasy X-2-International + Last Mission. Este complemento para o jogo consistia numa missão especial para as protagonistas que envolvia uma masmorra com vários andares, dresspheres novas e a possibilidade de jogar com outras personagens para além de Yuna, Rikku e Paine.